# Garry Law
Garry Scott Anderson Law (Hawick, 13 gennaio 1985) è un allenatore di rugby a 15 ed ex rugbista a 15 scozzese.

## Biografia
Law nacque ad Hawick, in Scozia; già nazionale Under-18 ed Under-19, nel 2006, mentre militava nella franchise Borders, venne selezionato nella Scozia Under-21 per disputare la Coppa del Mondo di categoria, facendo un'apparizione nel corso della competizione.
Dopo due anni ai Border Reivers, nel 2007 si trasferì in Italia ingaggiato dal Viadana; nelle tre stagioni a Viadana disputò due finali scudetto nel 2008-09 e nel 2009-10, aggiudicandosi la Supercoppa italiana nel 2007. Nell'annata 2010-11 milita alla S.S. Lazio, prima di fare ritorno in Gran Bretagna al Rotherham per tre stagioni di RFU Championship. Successivamente, si accasò al Darlington M. Park, dove iniziò la professione di allenatore ricoprendo il doppio ruolo di giocatore ed head coach.
In carriera venne più volte selezionato con la Scozia A; nel maggio 2007, venne convocato per disputare due test match internazionali con lo storico club ad inviti dei Barbarians contro Tunisia e Spagna.
Nel 2019 si ritirò dall'attività di giocatore professionista.

## Palmarès
- Supercoppe d'Italia: 1
Viadana: 2007